# Midden-Amerikaanse agoeti
De Midden-Amerikaanse agoeti (Dasyprocta punctata), soms ook Midden-Amerikaanse goudhaas genoemd is een middelgroot knaagdier uit de familie der agoeti's en acouchy's (Dasyproctidae). Het is een van de twaalf soorten van het geslacht der agoeti's (Dasyprocta).

## Uiterlijk
De Midden-Amerikaanse agoeti is 40 tot 62 cm lang en 1 tot 4 kg zwaar. De kleur van de ruwe vacht van deze agoeti soort is variabel en is van oranje-bruin tot rood-bruin of geel-bruin. De agoeti heeft relatief lange poten en gebruikt bijna alleen de tenen als hij zich voortbeweegt. De voorpoten zijn kleiner van stuk dan de achterpoten. De afdruk van de achterpoten zijn ongeveer 3 cm groot. Aan de voorpoten zitten 4 tenen en aan de achterpoten 3. Op de ongeveer 11 cm grote kop zitten relatief kleine oortjes ten opzichte van een haas. De staart van de agoeti is nauwelijks zichtbaar en is vaak niet meer dan een klein kort stompje van een paar centimeter. De maximale leeftijd van deze agoeti ligt op 18 jaar.

## Leefomgeving
Dit knaagdier komt voor in de regenwouden, graslanden en landbouwgebieden van Midden-Amerika, van Zuid-Mexico tot Ecuador. Daarnaast is de Midden-Amerikaanse agoeti ingevoerd op de Kaaimaneilanden. Het dier is te vinden tot op hoogtes van ongeveer 2400 meter boven zeeniveau.

## Gedrag
De Midden-Amerikaanse agoeti leeft expliciet op de grond en is het meest actief gedurende de dag. De Midden-Amerikaanse agoeti leeft meestal in paartjes in hetzelfde territorium. Het mannetje en vrouwtje blijven bij elkaar in de buurt maar slapen en eten meestal alleen. De afmeting van het territorium is afhankelijk van de beschikbaarheid van voedsel. Hoe meer voedsel aanwezig is, des te kleiner het territorium is. De afmeting van een territorium kan variëren van 1 tot 4 vierkante kilometer. De dieren blijven voornamelijk binnen hun territorium. Alleen als het voedsel te schaars wordt gaan ze buiten hun territorium op zoek naar eten. Andere agoeti's worden vaak in het territorium geduld, tenzij het eten schaars is. Op dat moment verdedigd het dier zijn gebied door zijn haren op zijn rug op te zetten en met zijn voeten te stappen. Als dit niet voldoende is en de indringer niet de benen neemt zet het dier de aanval in waarbij schoppen, krabben en bijten tot de aanvalsmechanismen horen. Hierbij kunnen de dieren ernstig verwond raken.
Als het beestje bedreigd wordt maakt hij een soort blaffend en grommend geluid. Als hij wordt gevangen geeft hij een luid schreeuwend geluid. De agoeti staat op de menukaart van een groot aantal dieren zoals de jaguar, ocelot, margay, jaguarundi, poema, tayra, boa constrictor en soms ook de neusbeer

## Voedsel
Deze agoeti eet voornamelijk fruit en zaden. Zaden en vruchten van palmbomen zoals de zwarte oliepalmboom (Astrocaryum standleyanum), congapalm (Welfia georgii), perzikpalm (Bactris gasipaes) evenals vruchten van de krappa (Carapa guianensis) en de amandelboom (Dipteryx panamensis) behoren tot de populairste en belangrijkste voedselbronnen. Daarnaast vult hij zijn dieet soms aan met diverse soorten paddenstoelen, insecten en waar aanwezig krabbetjes. Vaak zijn ze te vinden in de nabijheid van apen die ze volgen om zo de vruchten die de apen laten vallen te eten.
Veel vruchten zijn seizoengebonden waardoor er niet altijd voldoende vruchten en zaden beschikbaar zijn. Gedurende het jaar door begraven de agoeti's een deel van hun gevonden voedsel en graven deze bij schaarste weer op. Deze voedselbronnen worden op meerdere locaties in het territorium aangelegd. Hierdoor behoren de agoeti's ook direct tot een van de belangrijkste tuinieren van het woud. Niet opgegraven zaden en vruchten vormen veelal weer nieuwe aanplant van gewassen in de bossen.
De manier waarop de agoeti eet heeft veel gelijkenissen met die van een eekhoorn. De agoeti zit op zijn achterwerk en gebruikt zijn voorpoten om zijn voedsel vast te houden en naar de mond te brengen.
De ontlasting van de agoeti is een stevige vaste eenheid van ongeveer 3 tot 4 cm lang.

## Voortplanting
De mannetjes maken de vrouwtjes het hof door onder andere hun urine over het vrouwtje heen te sproeien. Als het vrouwtje ontvankelijk is reageren ze en maken ze zich klaar voor de paring. Een vrouwtje krijgt meestal 1 of 2 jongen. Soms bestaat een nest uit 3 of zelfs 4 jongen. Meestal krijgen de vrouwtjes 2 keer en soms 3 keer in een jaar jongen. De draagtijd bedraagt ongeveer 44 dagen. Als de jongen ter wereld komen zijn ze al goed ontwikkeld en kunnen vrijwel direct lopen en zien. Kort na de geboorte gaat moeder met de jongen op zoek naar een verblijfplaats voor de jongen. In de meeste gevallen is de verblijfplaats een holte in een boom of de grond die zelfs voor de moeder te groot is om naar binnen te gaan. Hiermee zijn de jonge agoeti's veilig voor grotere roofdieren zoals de jaguarundi en de margay. Zodra het vrouwtje klaar is om te zogen roept ze de jongen die dan uit hun schuilplaats tevoorschijn komen. De jongen doen hun ontlasting eveneens buiten hun verblijfplaats.
Nadat de jongen een leeftijd van ongeveer drie weken hebben bereikt volgen de jongen hun moeder en rondom hun tweede levensmaand verlaten ze hun schuilplaats voorgoed. De overlevingskans voor jonge agoeti's is het grootst wanneer er voldoende voedsel is. Op het moment dat er voedselschaarste heerst stuurt de moeder de jongen voortijdig weg en moeten de jongen zelf buiten het ouderlijk territorium op zoek naar eten. Slechts een kwart van alle jongen overleven deze schaarse periode.